# Jay Malinowski
 (février 2024).
Si vous disposez d'ouvrages ou d'articles de référence ou si vous connaissez des sites web de qualité traitant du thème abordé ici, merci de compléter l'article en donnant les références utiles à sa vérifiabilité et en les liant à la section « Notes et références ».
Pour les articles homonymes, voir Malinowski.
Jay Malinowski est le chanteur/guitariste du groupe canadien Bedouin Soundclash.

## Biographie
Jay est né à Montréal en 1982, mais a grandi à Vancouver.
Il est non seulement chanteur, mais aussi peintre : il a un studio à Toronto et réalise toutes les pochettes des albums de son groupe, ainsi que les affiches pour les concerts et autres.
Il rencontra Eon Sinclair, le futur bassiste des Bedouin, à l'Université Queen's de Kingston, en Ontario, et ils décidèrent en 2000 de former un groupe en «s'inspirant des styles musicaux qu'ils ont connu depuis leur enfance».
Jay a participé avec la chanteuse québécoise Cœur de pirate à la chanson Open Happiness pour le groupe Coca-Cola.
Il a lancé son premier album solo intitulé Bright Lights and Bruises.
Avec Cœur de pirate, il forme le duo Armistice. Ils ont sorti un EP le 14 février 2011 en France et le 15 février 2011 au Canada.